# Aleuropleurocelus rotunda
Aleuropleurocelus rotunda es un hemíptero de la familia Aleyrodidae, subfamilia Aleyrodinae.
Fue descrita científicamente por primera vez por J.M. Baker en 1937.